# Nishimera
Nishimera (西米良村?) è un villaggio giapponese della prefettura di Miyazaki.

## Amministrazione

### Gemellaggi
- Kikuchi
- Tōno